# La Sagrada
La Sagrada é um município da Espanha na província de Salamanca, comunidade autónoma de Castela e Leão, de área 40,83 km² com população de 156 habitantes (2007) e densidade populacional de 4,03 hab/km².

## Demografia
| Variação demográfica do município entre 1991 e 2004 | Variação demográfica do município entre 1991 e 2004 | Variação demográfica do município entre 1991 e 2004 | Variação demográfica do município entre 1991 e 2004 |
| --------------------------------------------------- | --------------------------------------------------- | --------------------------------------------------- | --------------------------------------------------- |
| 1991                                                | 1996                                                | 2001                                                | 2004                                                |
| 233                                                 | 207                                                 | 178                                                 | 165                                                 |